# نقش‌برجسته یه شووه الگی
نقش برجسته یه شووه الگی مربوط به الیمایی است و در شهرستان کوهرنگ، بخش بازفت، دهستان بازفت، شمالشرق روستای الگی بالا واقع شده و این اثر در تاریخ ۱۲ شهریور ۱۳۸۶ با شمارهٔ ثبت ۱۹۵۱۷ به‌عنوان یکی از آثار ملی ایران به ثبت رسیده است.